# Appartement de la marquise de Pompadour
L'appartement de la marquise de Pompadour est situé au château de Versailles et a accueilli Madame de Pompadour de 1745 à 1750, qui était la favorite de Louis XV.

## Situation
L'appartement se trouve dans l'attique surplombant le Grand Appartement du Roi, au second étage du corps central du château de Versailles. L'appartement de la marquise se situe précisément au-dessus des salons de Mercure et d'Apollon. On peut accéder à l'appartement par l'escalier d'Épernon ou un escalier semi-circulaire, qui mène directement, deux étages plus bas, à l'appartement intérieur du Roi.
Les quatre pièces principales donnent directement une vue dégagée sur le parterre du Nord du jardin de Versailles.

## Histoire

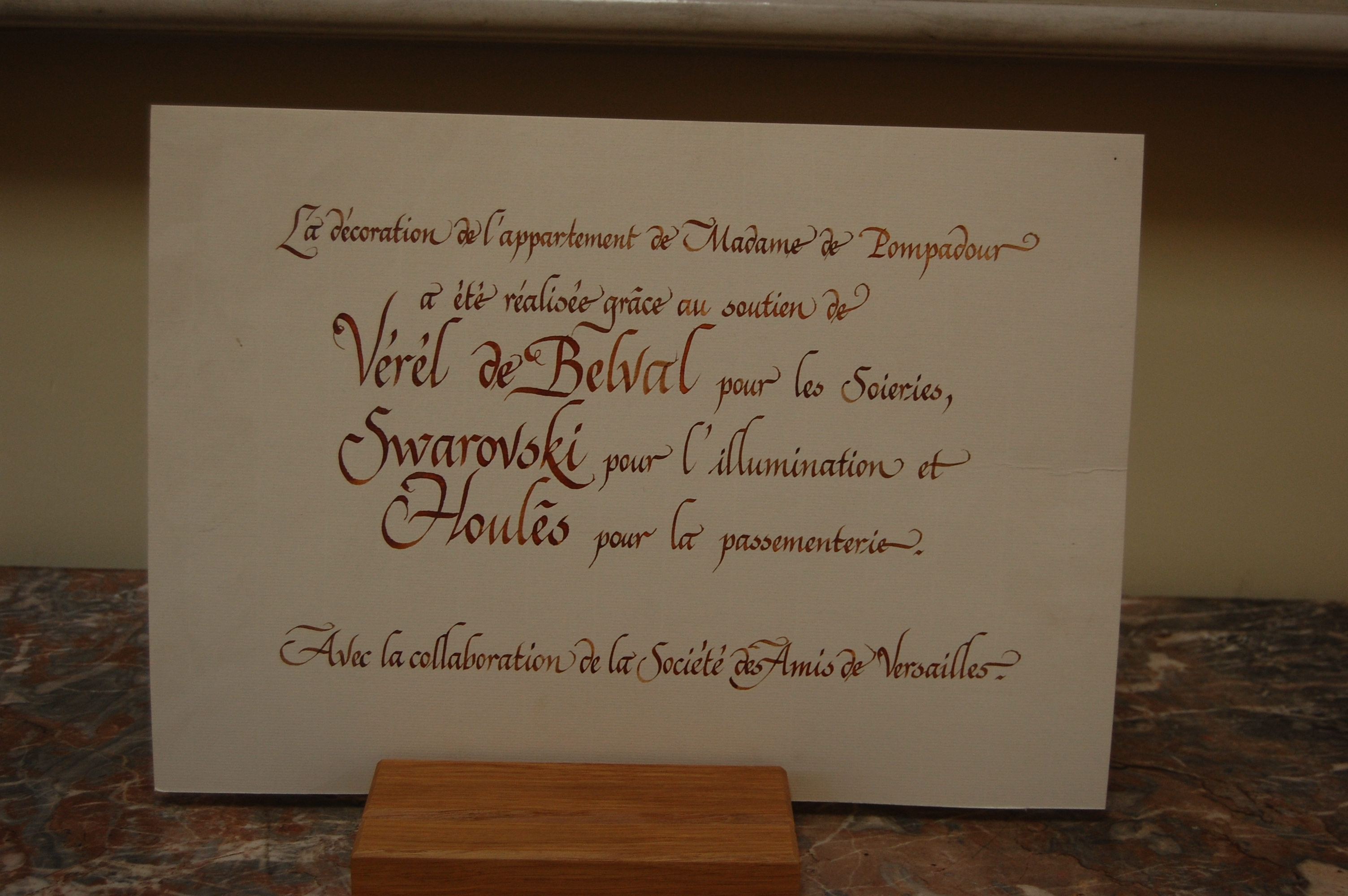
Panneau signalant le mécénat dont a bénéficié l'appartement.

L'appartement a d'abord été habité, en 1743 et 1744, par la duchesse de Châteauroux, Marie-Anne de Mailly-Nesle, ainsi que par sa sœur, la duchesse de Lauraguais. Ce n'est qu'après la mort de la duchesse de Châteauroux que Louis XV donne l'appartement à Madame de Pompadour. Cette dernière l'occupe de 1745 à 1750. En effet, en 1750, elle cesse peu à peu d'être sa maîtresse, tout en restant son amie, et quitte donc son appartement pour aller s'installer au rez-de-chaussée du château.
L'appartement a été conservé en l'état depuis son occupation par la Marquise de Pompadour, mais il a cependant été remeublé et restauré grâce à des donations, des legs et au mécénat de Verel de Belval, Swarovski et Houlès.
De nos jours, l'appartement n'est ouvert au public que dans le cadre de visites conférences.

## Intérieur

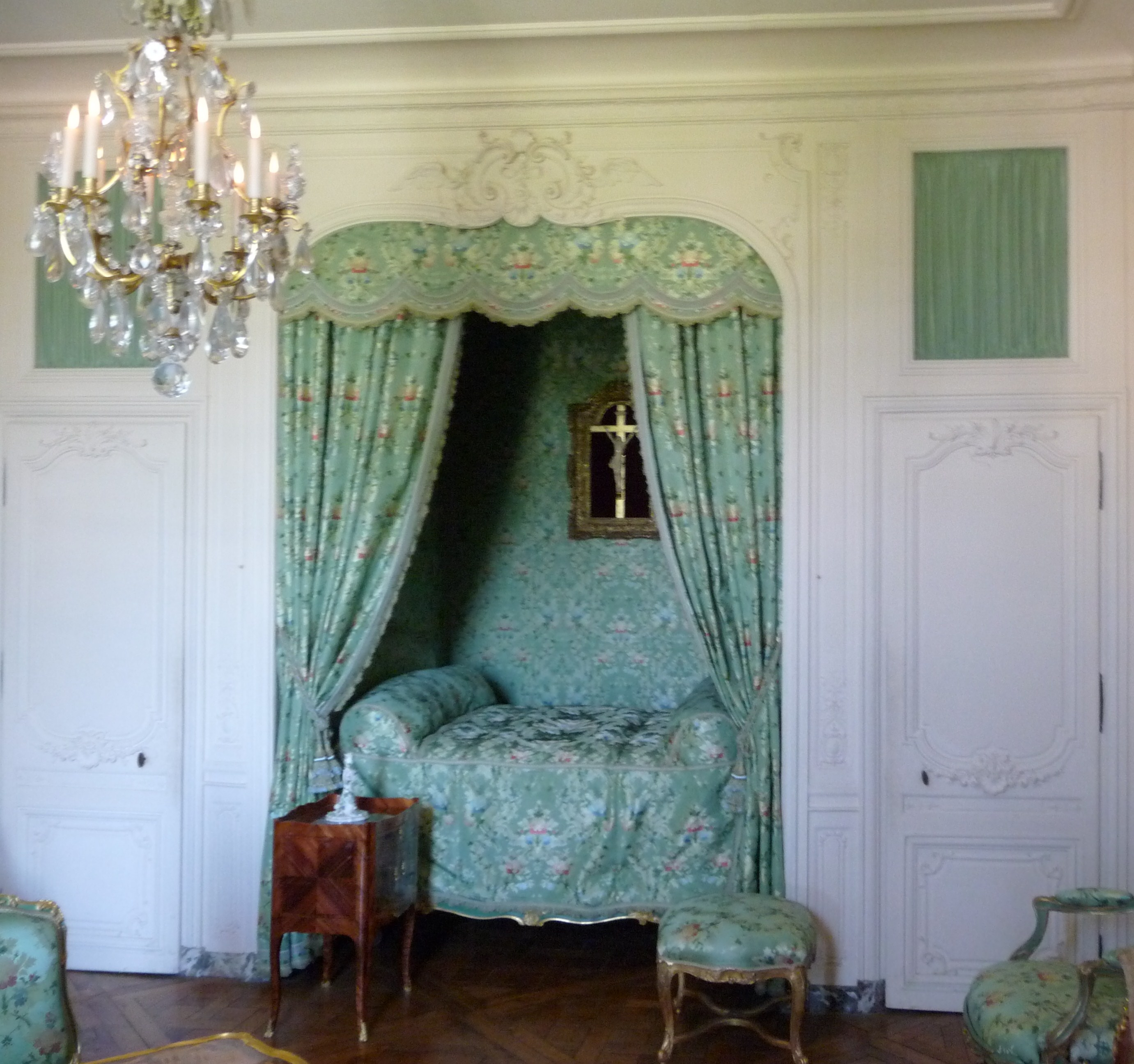
Le lit en alcôve de la marquise, dans sa chambre.

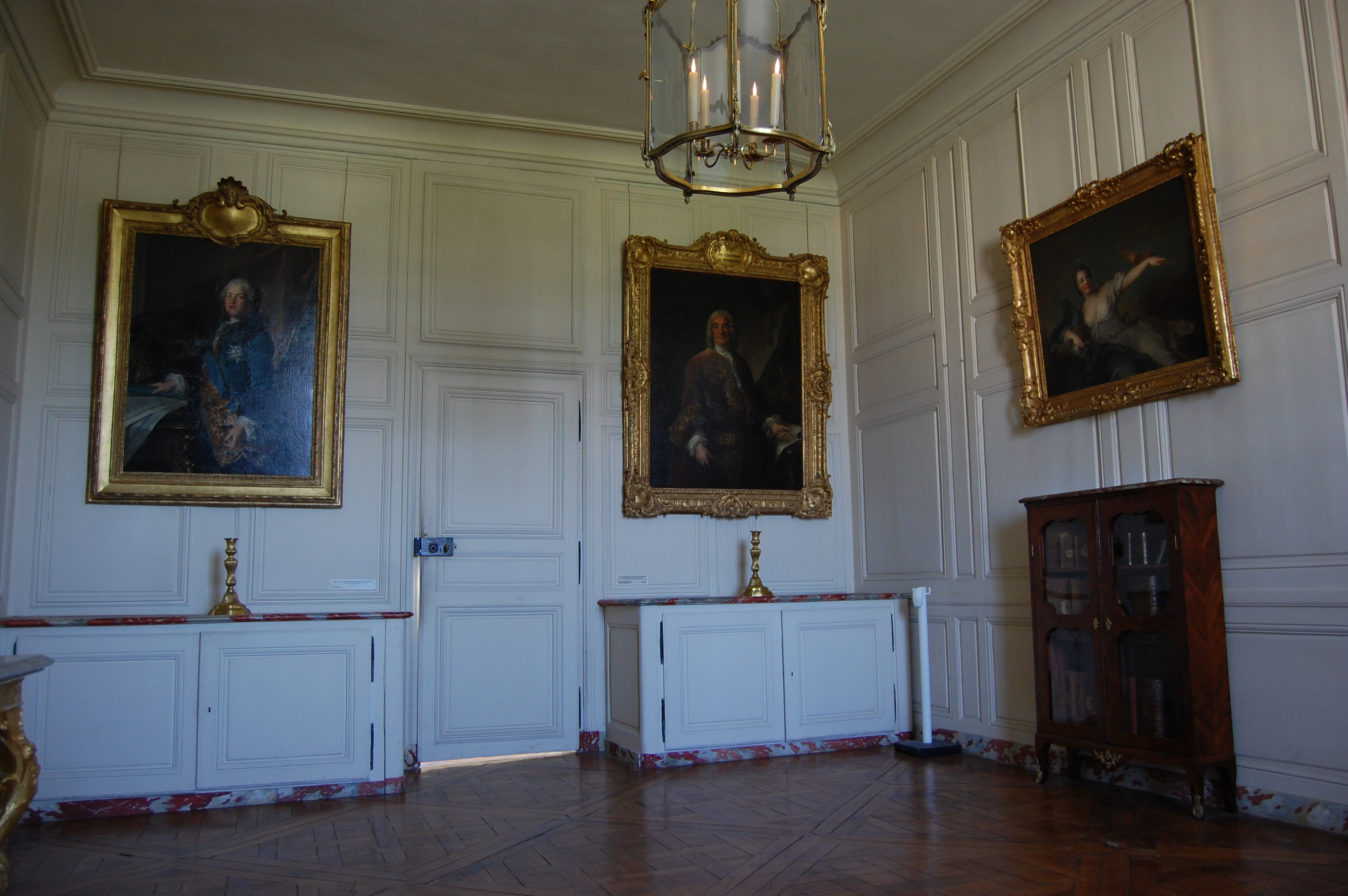
Antichambre.

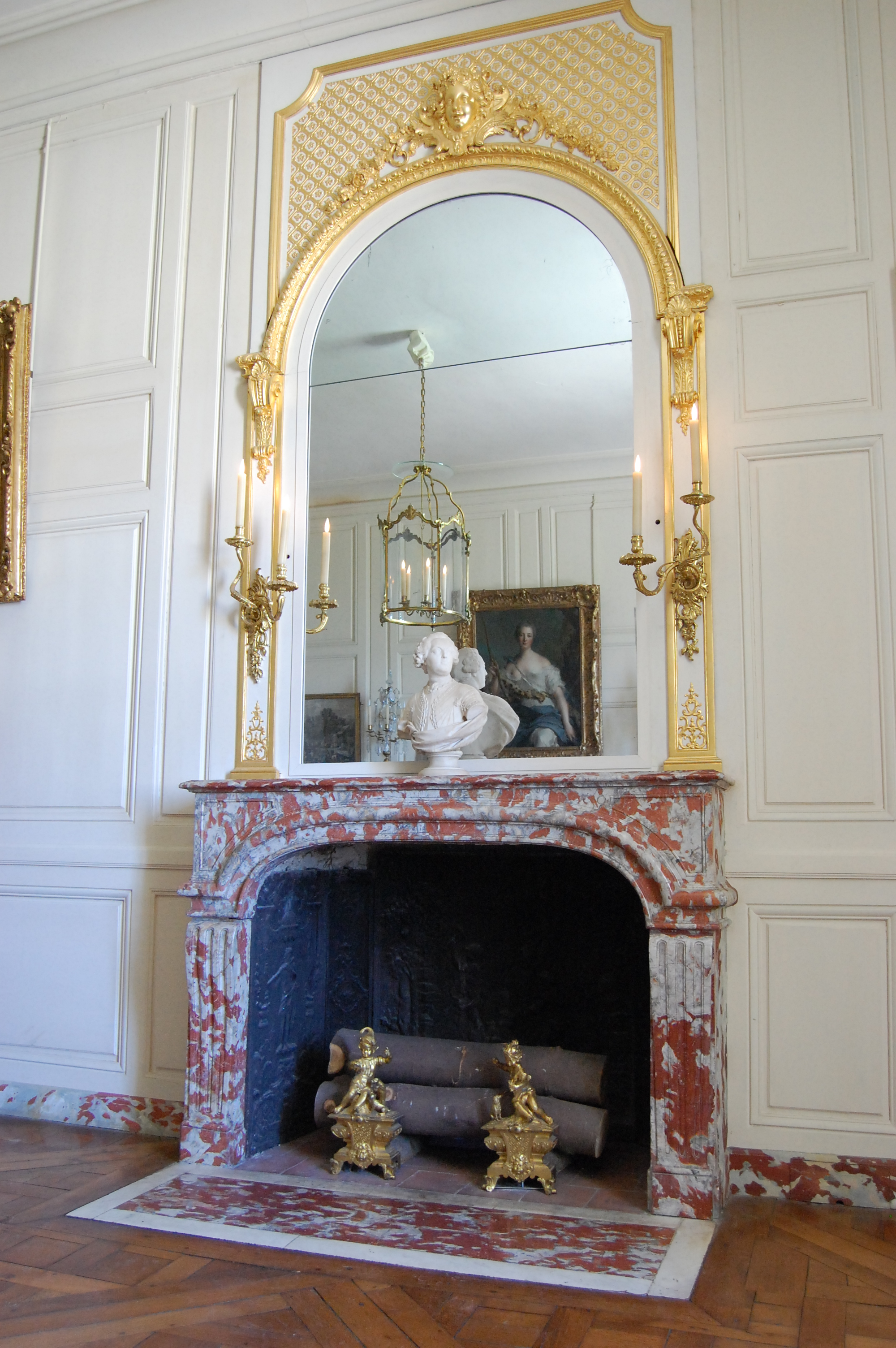
Détail de la cheminée de l'antichambre.

Les appartements sont peu spacieux, mais très intimes comparés à la majorité des pièces du château ; est détaillé ci-dessous leur agencement.
On entre dans l'appartement par une garde-robe depuis laquelle on pouvait accéder à une chambre entresolée où dormait Mme du Hausset, la femme de chambre de la marquise. On passe ensuite dans le Grand cabinet qui fut jusqu'en 1745 la chambre de Mme de Pompadour. Ce n'est que vers 1747-1748 qu'il devint un grand cabinet (c'est-à-dire un salon de réception). Ce dernier donne accès au Petit cabinet (au-dessus du salon d'Apollon), mais mène également à l'antichambre.
Celle-ci possède une cheminée datant de Louis XIV et possède également un accès vers le reste du château. L'antichambre et la chambre qui suit ne furent créées qu'en 1748, à l'emplacement d'une unique grande pièce qui était probablement le grand cabinet de Mme de Châteauroux.
La chambre à coucher a été installée en 1748 par Gabriel ; le lit est placé dans une alcôve, entourée de deux petits cabinets permettant un accès au lit par derrière. Elle possède toujours son mobilier original, bien que celui-ci ait été restauré.
Il y a également eu deux antichambres qui ont aujourd'hui disparu ; l'une des deux constituait alors une salle à manger.
L'appartement possédait enfin un cabinet des bains et une chaise percée.